# Hatching
Hatching (Originaltitel: Pahanhautoja) ist ein Body-Horrorfilm der Finnin Hanna Bergholm, die seit 2002 unter anderem bei mehreren, teilweise preisgekrönten, Kurzfilmen Regie geführt hat.
Der Film feierte seine Premiere im Januar 2022 auf dem Sundance Film Festival 2022.

## Handlung
Die zwölfjährige Tinja ist Kunstturnerin, eine Aktivität, die ihr von ihrer Mutter, einer ehemaligen Eiskunstläuferin, aufgezwungen wurde. Die Mutter ist eine Influencerin, die einen beliebten Blog betreibt, der sich auf den Lebensstil einer durchschnittlichen finnischen Familie konzentriert. Nachdem die Mutter den Vater und ihren kleinen Sohn Matias zu einem Video eingeladen hat, fliegt eine Krähe durch ein Fenster und zerstört das Wohnzimmer. Die ganze Familie jagt den Vogel, schließlich ist es Tinja, der es mit einer Decke gelingt, das Tier zu fangen. Sie hebt es behutsam auf und will es nach draußen bringen, aber die Mutter verlangt, dass sie ihr das Tier in der Decke übergibt. Kalt lächelnd bricht sie dem Vogel das Genick. Die entsetzte Tinja soll den Kadaver im Mülleimer entsorgen. Das tut sie, sichtlich traurig, ohne zu bemerken, dass das Tier sich noch bewegt.
Danach trifft sie eine neue Nachbarin, ein Mädchen namens Reetta und ihre französische Bulldogge. In dieser Nacht wird Tinja durch Krächzen geweckt. Sie entdeckt die schwer verletzte Krähe im Wald und erlöst sie von ihrem Elend, bemerkt dann ein Ei – vermutlich der Grund, warum die Krähe dorthin zurückgekehrt ist. Voller Schuldgefühl bringt sie das Ei nach Hause und brütet es unter einem Kissen in ihrem Bett aus. Das Ei erreicht gigantische Ausmaße.
Beim Training hadert Tinja, wird aber von ihrer Trainerin ermutigt, an einem bevorstehenden Wettbewerb teilnehmen zu dürfen, sofern sie sich verbessert. Als Tinja nach Hause zurückkehrt, erwischt sie ihre Mutter in einer innigen Umarmung mit einem anderen Mann. Mutter stellt ihn als Tero vor und erklärt ihr später, dass sie etwas für sich selbst tun muss. Reetta schließt sich Tinja beim nächsten Training an und erweist sich als sehr talentiert. Dies veranlasst die Mutter, Tinja zum Üben zu drängen, bis ihre Hand Blasen schlägt und blutet. In dieser Nacht streichelt Tinja das Ei mit ihrer verletzten Hand. Kurz darauf schlüpft eine seltsame Skelettkreatur aus dem Ei, die einem riesigen Vogelbaby ähnelt. Tinja versteckt sich, bis es durch ihr Fenster entkommt, aber am nächsten Abend kehrt die Kreatur zurück, immer noch von einem Stück Fensterglas verletzt. Tinja entfernt das Glas und badet die Kreatur, was Matias verärgert, weil sie ihn nicht ins Badezimmer lässt.
Sie nennt die Kreatur Alli und lässt sie unter ihrem Bett schlafen. In der Nacht ärgert sie sich über das Bellen von Reettas Hund und träumt davon, aus dem Fenster zu springen und zum anderen Haus zu gehen. Als sie aufwacht, findet sie Alli mit einem Geschenk neben sich – der enthaupteten Leiche des Hundes. Als dies bei ihr Übelkeit verursacht, frisst Alli das Erbrochene so, wie Jungvögel mit dem vorverdauten Futter ihrer Eltern gefüttert werden. Tinja versteckt Alli im Kleiderschrank und vergräbt den Hund im Blumenbeet, unwissentlich von Matias beobachtet. In der Schule freunden sich Tinja und Reetta an und verteilen gemeinsam Plakate für den vermissten Hund. Als die Mutter Tinja an diesem Abend eine Haarbürste schenkt und Matias leer ausgeht, gräbt der wütende Bruder die Leiche des Hundes aus und gibt Tinja die Schuld. Matias schleicht sich dann mit einer Maske in Tinjas Zimmer, um herauszufinden, was sich unter dem Bett befindet. Alli schlitzt die Maske vor Angst auf. Unten bekommt Tinja einen Anfall, was darauf hindeutet, dass sie telepathisch verbunden sind. Mutter durchsucht Tinjas Zimmer und findet ihr zerschnittenes Wettkampfoutfit, entdeckt aber die sich versteckende Alli nicht. Später isst Tinja Vogelfutter und erbricht es, um Alli zu füttern, wobei sie bemerkt, dass der Kreatur Haare wachsen. In dieser Nacht erkundet Alli das Haus und erschreckt Matias und ihre Mutter, die ihn beinahe mit einem Messer angreifen. Er sagt ihr, dass Tinja ein Monster ist, aber ihre Mutter tut es als Albtraum ab.
Am nächsten Tag ist die Mutter unzufrieden, als Reetta den Wettbewerbsplatz bekommt. Als Alli Tinjas Unglück spürt, bricht sie aus dem Schrank aus, in dem Tinja die Kreatur eingesperrt hat, und greift Reetta auf ihrem Heimweg an, während Tinja einen weiteren Anfall hat. Tinja findet Allis abgeworfenen Schnabel und stellt fest, dass die Kreatur ihr immer ähnlicher wird. Später bringt Tinja Reetta Blumen, ist aber entsetzt über die Schwere ihrer Verletzungen und die fehlende linke Hand. Als Reetta sie sieht, schreit sie Tinja in die Flucht. Tinja kehrt nach Hause zurück und bestraft Alli, indem sie sich selbst schlägt, weil sie weiß, dass die Ohrfeigen Alli verletzen werden. Stattdessen tröstet Alli sie und hält sie an seiner Brust, während sie weint. Am Morgen sieht Alli bis auf die Pupillen nahezu menschlich aus. Da Tinja den Wettkampfplatz bekommt, nachdem Reetta ins Krankenhaus eingeliefert wurde, schlägt die Mutter vor, dass sie und Tinja bei Tero bleiben, um Tinjas Stress vor dem Wettkampf abzubauen. Vater verrät, dass er über Tero Bescheid weiß und die Mutter dafür respektiert, dass sie weiß, was sie will, obwohl sie elend aussieht. Bei Tero erfährt Tinja, dass er Witwer mit einem Kind namens Helmi ist. Tinja verbringt Zeit mit Tero und beginnt glücklich zu werden, da für Tero sein Leben nicht perfekt sein muss. Unglücklicherweise überrascht Tero Alli beim Fressen aus einem Napf am Boden. Er hält sie für Tinja, die – für ihn nicht sichtbar – hinter der Tür steht. Er will hereinkommen, aber die Kreatur greift ihn an und verletzt seine Hand. Trotzdem vergibt er Tinja, da er vermutet, dass sie nicht wirklich an Wettkämpfen teilnehmen und Turnerin werden möchte. Als die Mutter sich um Helmi kümmert und Tinja eifersüchtig macht, hat sie Angst, dass Alli sie angreifen wird, während sie weg ist, kann ihre Mutter aber nicht davon überzeugen, das Baby mit zum Wettbewerb zu nehmen.
Bei der Veranstaltung nimmt die Mutter Tinjas Auftritt für ihren Blog auf. Als Tinja ihre Übung beginnt, wird sie mit Alli erneut verbunden, die Teros Axt genommen hat, um Helmi zu töten. Tinja sabotiert sich selbst und stürzt, wobei sie sich am Handgelenk verletzt, was Alli aufhält. Tero, der Zeuge von Allis Angriff wurde, wirft sie hinaus und gibt der Mutter zu verstehen, dass Tinja ernsthafte Probleme hat. Bevor sie gehen, rammt die Mutter ihren Kopf gegen das Lenkrad, schreit und bekommt eine blutige Nase, während sie Tinja beschuldigt, ihr Glück zerstört zu haben. Zu Hause ignoriert der Vater die blutige Nase der Mutter und freut sich, dass sie wieder zu Hause ist, während Matias über Tinjas Niederlage spottet. Tinja versucht, Alli daran zu hindern, nach Hause zu kommen, drängt sie aus ihrem Schlafzimmer und verspricht dann der Mutter, dass es ihr besser gehen wird. Später findet die Mutter, was sie für Tinja hält, zusammengekauert im Schrank und bürstet ihr rücksichtslos die Haare, ohne zu wissen, dass es sich um Alli handelt. Nachdem sie ein Stück von Allis Haaren mit der Bürste ausgerissen hat, greift Alli sie an. Tinja greift ein und Alli flieht, wobei sie so laut schreit, dass ihr die Kiefer aufreißen. Vater und Matias kehren zurück, während die Mutter und Tinja Alli jagen. In Tinjas Zimmer überwältigt die Kreatur die Mutter, die ihr mit einem Messer ins Bein sticht und damit auch Tinja verletzt. Tinja versucht zu erklären, dass sie es ausgebrütet hat, aber die Mutter greift trotzdem an, nur um festzustellen, dass sie stattdessen Tinja erstochen hat, die vor Alli gesprungen ist, um sie zu beschützen. Tinja bricht über Alli zusammen und stirbt, ihr Blut dringt in den Mund der Kreatur ein und vollendet deren Verwandlung. Alli schiebt Tinjas Leiche zur Seite, ihre Augen sind jetzt vollständig menschlich und ihr Mund wieder geheilt. Dann krächzt sie »Mutter«, steht auf und sieht auf sie herab.

## Produktion

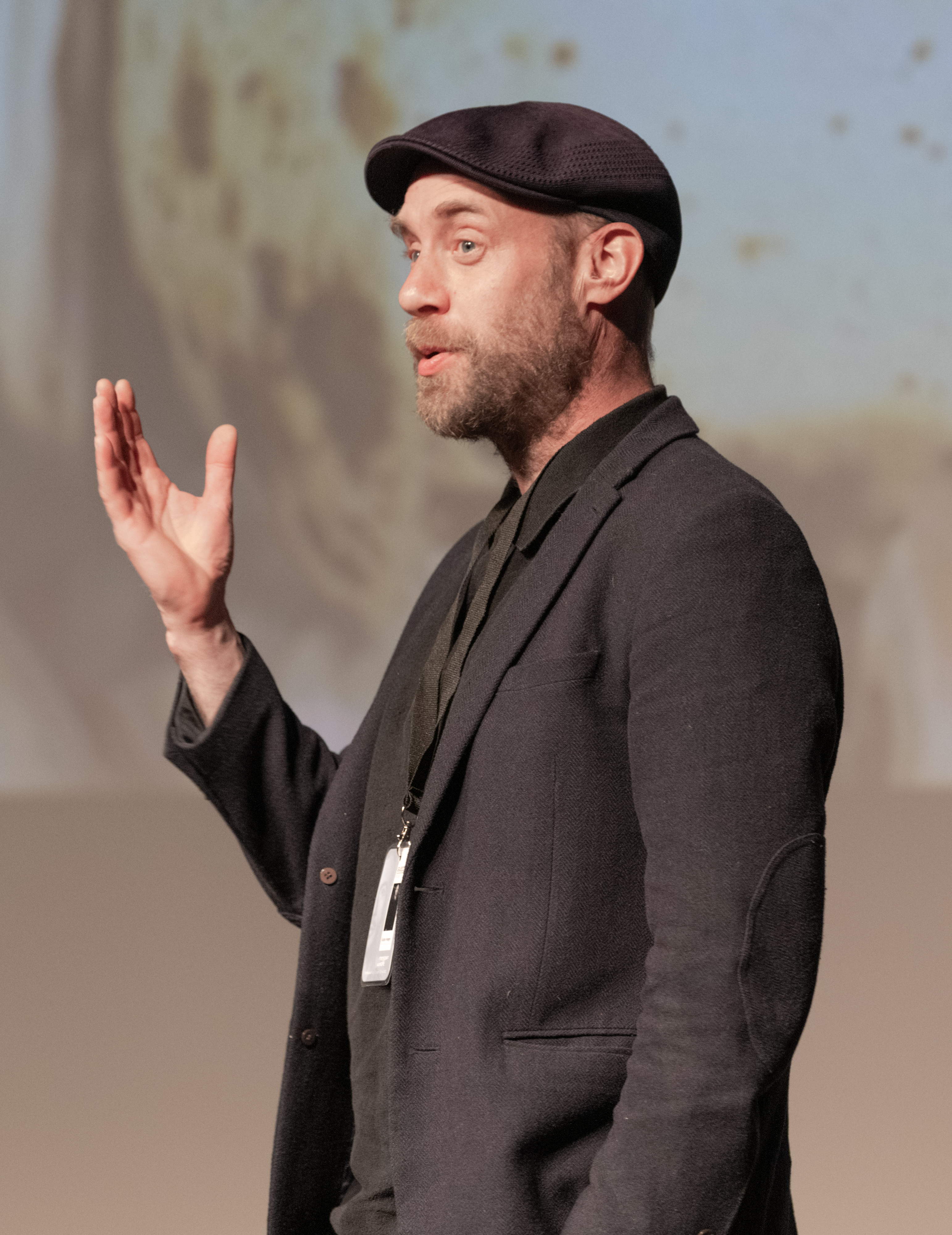
Der Animatronic-Designer Gustav Hoegen

Das Casting begann im Jahr 2018. Im Juli 2019 begannen die Dreharbeiten  des 2020 fertig gestellten Films. Das Budget für die Produktion betrug etwa vier Millionen Euro. An der Produktion war der Animatronic-Designer Gustav Hoegen und dessen Team beteiligt, die zuvor unter anderem an Produktionen von Star Wars, Jurassic World und Clash of the Titans mitgewirkt haben. Maskenbildner und Spezialeffektkünstler Conor O’Sullivan war ebenfalls an Hatching beteiligt.

## Rezeption

### Kritiken
Filmkritiker bewerteten Hatching, in 127 für Rotten Tomatoes ausgewerteten Reviews zu 92 Prozent positiv (Stand April 2023).

„Hier erwartet euch Body-Horror der ekligsten Sorte. Abseits von Serienkillern und Psychopathen bewegt sich „Hatching“ auf einem ganz anderen Level. Intelligent gesetzte Metaphern und Gesellschaftskritik verstecken sich in den 90 Minuten Horrorspaß“

### Auszeichnungen
Fangoria Chainsaw Awards 2023
- Nominierung als Bester internationaler Spielfilm
- Nominierung für die Besten Kreaturen-Spezialeffekte (Gustav Hoegen)[10]

Jussis 2023
- Auszeichnung für die Beste Ausstattung (Päivi Kettunen)
- Auszeichnung für das Beste Make-up Design (Marina Ritvall und Conor O’Sullivan)
- Auszeichnung mit dem Nordisk Film Award (Jarkko T Laine, Mika Ritalahti, Ilja Rautsi und Hanna Bergholm)[11]